# Сосновый лес Макажевский
Сосновый лес Макажевский — памятник природы, расположенный в Веденском районе Чечни, в 1,2 км к юго-западу от села Макажой и в 1,5 км к северо-западу от села Харкарой, на левом берегу реки Ахкете недалеко от её впадения в реку Ансалта. В заказнике площадью 8 га растут небольшие сосны высотой до 4 метров.
С 2006 года имеет статус особо охраняемой природной территории республиканского значения.